# ФК Депортиво Коруња
Реал клуб Депортиво Коруња (шп. Real Club Deportivo de La Coruña) јесте професионални шпански фудбалски клуб из Коруње, града који се налази у области Галиција. Тренутно се такмичи у Другој лиги Шпаније, након што је у сезони 2012/13. испао из Прве лиге Шпаније. Клуб је основан 1906. и од свог оснивања игра на стадиону Ријазор, капацитета 32.500 места.
Први је фудбалски клуб у Шпанији који је од краља Алфонса XIII добио дозволу да свом имену додају назив краљевски (Real). Краљ им је 1909. дао дозволу, након што су га по устаљеном обичају именовали за почасног председника, и послали захтев за употребу краљевског звања.
Највећи лигашки успех им је био освајање Прве лиге Шпаније у сезони 1999/00. Њихов најбољи стрелац са 22 постигнута лигашка гола је био Рој Макај. У наредне две сезоне су били на другом месту. Играли су и полуфинале Лиге шампиона 2003/04, када су укупним резултатом 1:0 испали од будућег шампиона Порта.

## Успеси

### Национални
- Прва лига Шпаније:
  - Прваци (1): 1999/00.
  - Вицепрваци (5): 1949/50, 1993/94, 1994/95, 2000/01, 2001/02 .
- Куп Шпаније:
  - Освајачи (2): 1994/95, 2001/02.
  - Финалисти (1): 1910.
- Суперкуп Шпаније:
  - Освајачи (3): 1995, 2000, 2002

### Међународни
- Интертото куп:
  - Победник (1): 2008.
  - Финалиста (1): 2005.
- Куп победника купова:
  - Полуфинале (1): 1995/96.
- УЕФА Лига шампиона:
  - Полуфинале (1): 2003/04.

## Стадион
Своје домаће утакмице од оснивања клуб игра на стадиону Ријазор. Стадион има капацитет за 34.600 гледалаца, а отворен је 28. октобра 1944.